# Abaciscus tristis
Abaciscus tristis är en fjärilsart som beskrevs av Butler 1889. Abaciscus tristis ingår i släktet Abaciscus och familjen mätare. Inga underarter finns listade i Catalogue of Life.